# Horornis borealis
El cetia manchú (Horornis borealis) es una especie de ave paseriforme de la familia Cettiidae endémica del Asia oriental.

## Distribución
El cétia manchú cría en el noreste de China, Corea y las zonas de Siberia adyacentes, y pasa el verano en el sureste de China, Taiwán y el norte de Filipinas.